# Goody Music Records
Goody Music Records, originariamente Goody Music Productions (GMP), era un'etichetta discografica italo-americana. È stata una delle etichette pioniere specializzate nella musica Italo Disco.

## Storia
È stata fondata da Jacques Fred Petrus e Mauro Malavasi nel 1978 come Goody Music Productions (GMP). Nello stesso anno i due aprirono uno studio a Bologna e produssero il loro primo disco sotto lo pseudonimo di Macho: "I'm A Man". Progetti e gruppi sotto questa etichetta furono Macho, Revanche, Peter Jacques Band e il più popolare Change.
Nel 1980 ha lanciato 2 etichette: Avangarde, concentrata sulla musica Progressive Rock e New Wave, e Nocedicoco, concentrata sulla musica Reggae. Tuttavia, queste due etichette durarono un anno e mezzo.
Nel 1982, Petrus vendette l'etichetta ad una società indipendente e il suo nome cambiò in Full Time Records. Nel 1996 ha cambiato nome in Antibe Music. Nel 2005, Antibe ha rilanciato Goody Music come etichetta per le ristampe.